# گبیدوم
گبیدوم (به لاتین: Gebidum) یک کوه در سوئیس است که در کانتون وله واقع شده‌است. گبیدوم ۲٬۳۱۷ متر بالاتر از سطح دریا واقع شده‌است.